# Vicky Colbert
Clara Victoria Colbert de Arboleda (1948/1949) es una socióloga colombiana considerada la principal impulsora de Escuela Nueva, el modelo para la educación primaria del que es coautora y que difundió primero en Colombia y después en otros países durante más de cuatro décadas. Fundó y fue Directora Ejecutiva de la Fundación Escuela Nueva Volvamos a la Gente (FEN).
Fue laureada con el Premio Mundial Yidan para el Desarrollo Educativo en su primera edición (2017) y el Premio Mundial WISE de Innovación Educativa (2013) de la Fundación Qatar. Colbert es socióloga de la Universidad Javeriana con estudios de postgrado de la Universidad de Stanford, California (Estados Unidos). En 2015 fue honrada con un doctorado honoris causa en Filosofía de la Universidad Americana de Nigeria.
Ha sido Directora de Universidad Abierta y a Distancia de la Universidad Javeriana de Colombia, Viceministra de Educación Nacional, Asesora Regional en Educación de Unicef para América Latina y el Caribe, y ha recibido numerosas distinciones en los campos de educación, emprendimiento social y liderazgo.  

## Trayectoria
Colbert procedía de una familia con un fuerte interés por la reforma educativa. Su padrino fue Ministro de Educación de Colombia, y su madre fue maestra y también fundó escuelas de magisterio. Su padre fue oficial de la Marina de los Estados Unidos.
Hizo un posgrado en educación comparada en la Universidad de Stanford con una beca de la Fundación Ford. Posteriormente regresó a Colombia, donde "quería abordar la educación básica y trabajar con las más pobres de las escuelas pobres, las escuelas aisladas".
Trabajó en una zona rural de Colombia, donde la economía de las familias se basaba en el cultivo de café. Allí los niños solían abandonar la escuela para ayudar en la granja familiar durante la temporada de cosecha y surgían problemas si tardaban en reincorporarse a las clases. También existía el problema de que los profesores rurales a menudo tenían alumnado de varios niveles en la misma aula. Colbert se dio cuenta de la necesidad de estructurar un sistema de educación que fuera lo suficientemente flexible para adaptarse a estas situaciones. A mediados de los años setenta trabajó con otras personas, en especial con Oscar Mogollón y Beryl Levinger para crear el modelo conocido como Escuela Nueva.
Un elemento clave de la Escuela Nueva Activa es que los niños aprenden a su propio ritmo utilizando Guías de Aprendizaje, que Colbert describe como una combinación de un libro de texto, un libro de trabajo y una guía para el maestro. Estas Guías sugieren actividades prácticas para que los estudiantes las realicen tanto en la escuela como en casa. El alumnado va avanzando con la guía a su propio ritmo, con la ayuda de profesores que actúan como asesores y de otros estudiantes más avanzados.
Inspiradas por el trabajo de John Dewey, Maria Montessori y otros educadores progresistas, las escuelas tienen espíritu democrático con profesorado, estudiantes y familias involucradas en la toma de decisiones.
Fue necesario un esfuerzo de muchos años para que el modelo de Escuela Nueva se extendiera por toda Colombia, pero ahora se utiliza en 20.000 escuelas de ese país. Colbert señaló que no es solo el apoyo gubernamental, sino también el apoyo de base lo que se necesita para lograr el cambio en el sistema educativo. El método ha continuado extendiéndose y las escuelas de Escuela Nueva se encuentran ahora en 19 países, entre ellos Brasil, Filipinas e India.